# Kandelaren (snoeitechniek)
Kandelaren  (Engels: shredding) is het erg fors terugsnoeien van zijtakken, tot net voor de hoofdstam van een boom, waardoor de boom het uiterlijk van een kandelaar krijgt. Een andere snoeitechniek is kandelaberen, waarbij slechts tot op de gesteltakken wordt gezaagd, waardoor de boom het uiterlijk van een kandelaber krijgt.